# Distrito de Sant Kabir Nagar
Sant Kabir Nagar (en hindi; संत कबीर नगर जिला) es un distrito de India en el estado de Uttar Pradesh. Código ISO: IN.UP.SK.
Comprende una superficie de 1 659 km².
El centro administrativo es la ciudad de Khalilabad.

## Demografía
Según censo 2011 contaba con una población total de 1 714 300 habitantes.